# HMS Cleveland (L46)
Pour les autres navires du même nom, voir HMS Cleveland.
Le HMS Cleveland est un destroyer de classe Hunt de type I de la Royal Navy, qui participa aux opérations navales contre la Kriegsmarine (marine Allemande) pendant la seconde Guerre mondiale.

## Construction
Le Cleveland est commandé le 21 mars 1939 dans le cadre de programmation de 1939 pour le chantier naval de Cammell Laird à Birkenhead en Angleterre. La pose de la quille est effectuée le 7 juillet 1939, le Cleveland est lancé le 24 avril 1940 et mis en service le 18 septembre 1940.
Il est parrainé par la communauté civile de Middlesbrough  dans le North Riding of Yorkshire, dans le cadre de la Warship Week (semaine des navires de guerre) en mars 1942.
Le Cleveland fait partie du premier lot de dix destroyers de classe Hunt. Ils doivent résoudre une pénurie de destroyers, notamment pour les tâches d’escorte. Ils doivent combiner le lourd armement anti-aérien des sloops de la classe Bittern avec une vitesse de 29 noeuds pour une liaison plus rapide avec la flotte.
Un test d'inclinaison lors de l'aménagement du navire montré une erreur de conception qui rend le navire dangereusement instable. Pour rétablir la stabilité à des niveaux acceptables, un canon de marine de 4 pouces QF Mk XVI est retiré, la superstructure et l'entonnoir du navire sont coupés et un ballast supplémentaire est installé. Une fois modifié, le Cleveland est mis en service le 18 septembre 1940.

## Histoire

### Seconde Guerre mondiale
À sa mise en service en 1940, il achève ses travaux de préparation dans les eaux territoriales de la mer du Nord et de la Manche, qui se poursuivront tout au long de 1941 et 1942. Le 28 mars 1942, il prend part au raid de Saint-Nazaire. Le Cleveland, ainsi que les sister-ships Atherstone, Brocklesby et Tynedale couvrent le retour des bateaux transportant les troupes.
En avril 1943, il est nommé pour un service en Méditerranée. Au cours de cette année, il assure la couverture des débarquements alliés en Italie en Sicile (opération Husky) et à Salerne (opération Avalanche).
En 1944, il est à nouveau déployé en Méditerranée et en mer Égée.

### Après guerre
Le 29 septembre 1945, le Cleveland quitte Gibraltar pour se rendre à Devonport et est placé en réserve. Après son arrivée, le navire est désarmé et réduit au statut de réserve. Initialement abandonné dans la flotte de réserve à Portsmouth, il est ensuite transféré à Cardiff et a été inscrit sur la liste des démolitions en 1956. Le navire est vendu à BISCO pour démolition par E Rees à Llanelli, mais pendant son passage sous remorquage, il se sépare de son remorqueur et s'échoue à Rhossilli Sands sur la péninsule de Gower et fait naufrage. Les efforts pour la renflouer ont échoué et elle est restée sur la plage pendant plusieurs mois en tant que grande attraction touristique.
En conséquence, il a dû être démantelé sur place. Sa démolition ne fut achevée que le 14 décembre 1959 , et le montant net récupéré auprès des assureurs a été de 11 900 £.

### Honneurs de bataille
- Atlantique 1942
- Manche 1942
- Mer du Nord 1943
- Sicile 1943
- Salerne 1943
- Sud de la France 1944
- Mer Égée 1944
- Adriatique 1944